# (470316) 2007 OC10
(470316) 2007 OC10, também escrito como (470316) 2007 OC10, é um objeto transnetuniano que está localizado no Cinturão de Kuiper, uma região do Sistema Solar. Ele possui uma magnitude absoluta de 5,7 e tem um diâmetro estimado de cerca de 309 km. O astrônomo Mike Brown lista este corpo celeste em sua página na internet como um candidato a possível planeta anão.

## Descoberta
(470316) 2007 OC10 foi descoberto no dia 22 de julho de 2007.

## Órbita
A órbita de (470316) 2007 OC10 tem uma excentricidade de 0,282 e possui um semieixo maior de 49,400 UA. O seu periélio leva o mesmo a uma distância de 35,463 UA em relação ao Sol e seu afélio a 63,336 UA.